# هارويتش (دائرة انتخابية في المملكة المتحدة)
هارويتش (بالإنجليزية: Harwich)‏ هي إحدى الدوائر الانتخابية في المملكة المتحدة الممثلة في مجلس العموم في برلمان المملكة المتحدة.
عضو البرلمان الذي يمثلها حالياً هو :Mr Douglas Carswell (Con).